# A Pain That I’m Used To
A Pain That I'm Used To – utwór grupy Depeche Mode promujący album Playing the Angel. Autorem tekstu jest Martin Lee Gore. Wykonywany przez Davida Gahana, tekst opublikowany w EMI Music Publishing Ltd. w 2005.
Utwór znalazł się na następujących wydaniach:
- album Playing the Angel;
- album promocyjny Black Swarm - Dark Force.

## Lista utworów

### CD: Mute / LCD BONG 36 (UK)
1. "A Pain That I'm Used To (Jacques Lu Cont Remix)" – 7:51
2. "A Pain That I'm Used To (Jacques Lu Cont Dub)" – 8:00
3. "A Pain That I'm Used To (Goldfrapp Remix)" – 4:39
4. "A Pain That I'm Used To (Bitstream Spansule Mix)" – 7:22
5. "A Pain That I'm Used To (Telex Remix)" – 3:28

### DVD: Mute / DVD BONG 36 (UK)
1. "A Pain That I'm Used To (Video)" – 4:01
2. "A Pain That I'm Used To (Exclusive Behind the Scenes Footage)" – 3:52
3. "Newborn (Foster Remix by Kettel)" – 5:26

### 12": Mute / 12 BONG 36 (UK)
1. "A Pain That I'm Used To (Jacques Lu Cont Remix)" – 7:51
2. "A Pain That I'm Used To (Jacques Lu Cont Dub)" – 8:00

### 12": Mute / L12 BONG 36 (UK)
1. "A Pain That I'm Used To (Bitstream Threshold Mix)" – 6:07
2. "A Pain That I'm Used To (Bitstream Spansule Mix)" – 7:21

### 7" Picture Disc / BONG 36 (UK)
1. "A Pain That I'm Used To (Goldfrapp Remix)" – 4:39
2. "Newborn (Foster Remix by Kettel)" – 5:26

## Twórcy

### Depeche Mode
- David Gahan – śpiew
- Martin Gore – gitara, wokal wspierający
- Andrew Fletcher – syntezator, gitara basowa, zarządzanie, wokal wspierający

### Pozostali
- Dave McCracken – syntezator, automat perkusyjny
- Richard Morris – syntezator, automat perkusyjny